# Pavel Julius Vychodil

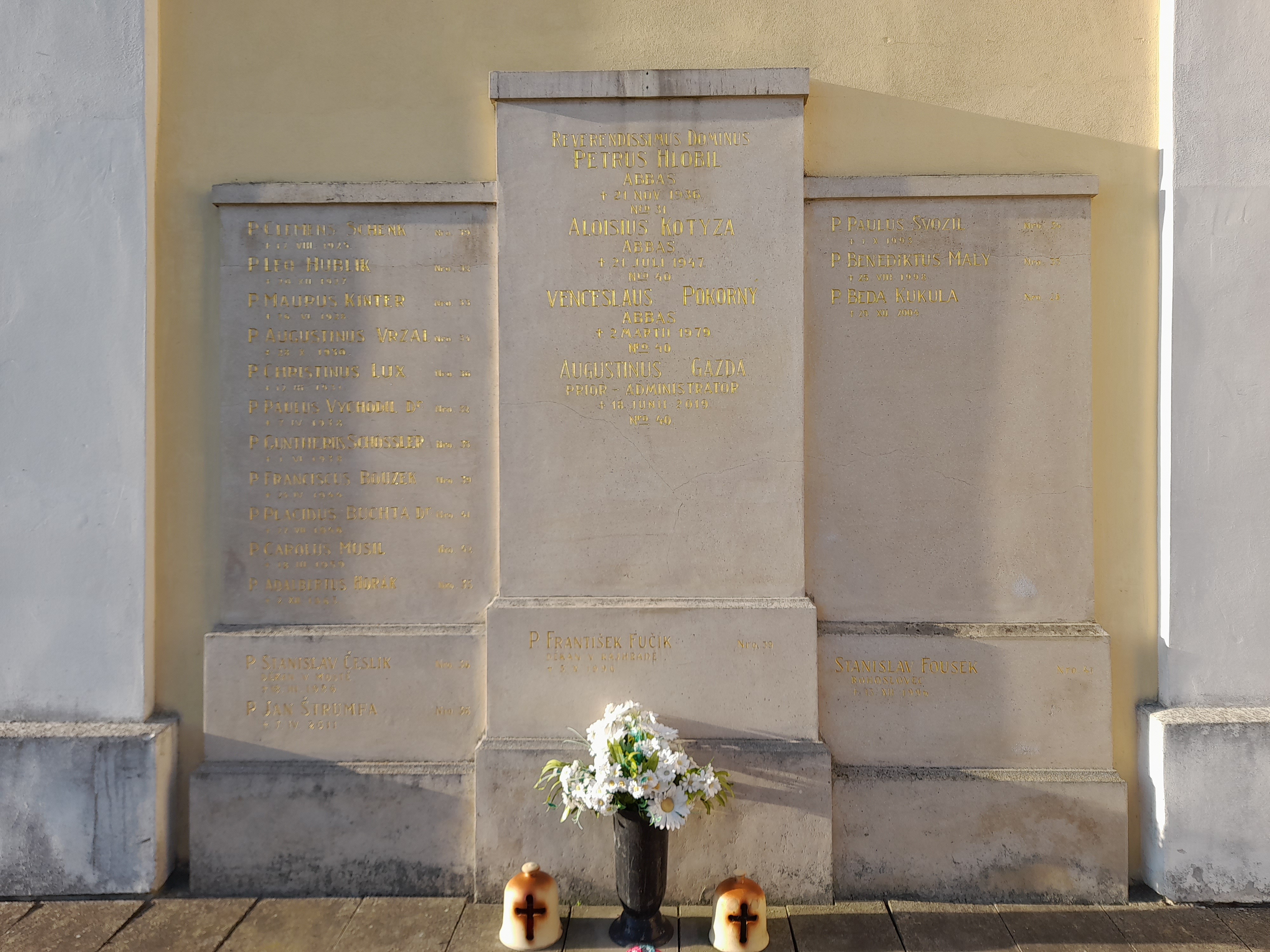
Hrob v Rajhradě

Pavel Julius Vychodil (18. dubna 1862 Přemyslovice na Moravě – 7. dubna 1938 Brno) byl český katolický kněz, řeholník, spisovatel, překladatel a literární kritik.

## Život
Vystudoval gymnasium (dnes Arcibiskupské gymnázium) a arcibiskupský seminář v Kroměříži, stal se v září roku 1881 členem benediktinského kláštera v Rajhradě, ve studiích pokračoval v Salcburku a Brně. V klášteře získal jméno Pavel. V roce 1886 byl vysvěcen knězem. Doktorát získal roku 1890 v Salcburku. Byl jmenován dopisujícím členem ČAVU.
Ujal se v roce 1885 vedení Hlídky literární vydávané benediktiny v Rajhradu a změnil její název na Hlídka. Byl jejím redaktorem 40 let. Vytvořil z ní jedinečnou kritickou a naukovou bohosloveckého a filosofického rázu. Opíral se o nauku sv.Tomáše Akvinského (Novotomizmus), apologetikou, poetikou, poměrem básnictví a mravnosti. Vydal řadu prací tohoto zaměření plus studie z literárních dějin Moravy a to jak knižně, tak v časopisech. Překládal z řečtiny práce Aristotela.
ThDr. Vychodil se stal v roce 1896 ředitelem benediktinské tiskárny v Brně na Šilingrově náměstí, kde bydlel a také ve věku 76 let zemřel.

## Literární dílo

### Křesťanství a poezie
- Důkazy jsoucnosti boží a dějin jejich (1889)
- Apologie křesťanství I–III (1893–7)
- Básnictví a mravouka (1897) Dostupné online
- Poetika I-IV( 1890–1897)
- K teologii Aristotelově (1917)

### Literární dějiny
- Fr.Sušil, Životopisný nástin (1894–1904)
- Životopis Václava Kosmáka (1916) Dostupné online
- Z doby Sušilovy, Sbírka dopisů (1917)
- Josef Pospíšil, životopis (1928) Dostupné online

### Překlady
- Aristoteles – Kniha o básnictví (1884, 1892)
- Aristoteles – Knihy o duši (1885)
- Aristoteles – Ethika Nikomachova (1888)
- Aristoteles – Politika (1888)
- Aristoteles – Kategorie (1918) Dostupné online